# Harmadik otrantói csata
A harmadik otrantói csatára 1917. május 15-én került sor a Császári és Királyi Haditengerészet és az antant hadiflottája között. Az Osztrák–Magyar Monarchia hadiflottája, amely szerepet játszott a központi hatalmak balkáni sikereiben, 1916-tól tétlenségre volt kárhoztatva. Ennek az oka az volt, hogy az antant lemondott az adriai jelenlétről és lezárta a Földközi-tengerhez vezető Otrantói-szorost. A tengerzár elleni támadás ötlete Horthy Miklóstól származott. A csata a Földközi-tenger legnagyobb tengeri ütközete lett, mely egyben a Császári és Királyi Haditengerészet legkiemelkedőbb sikere volt az első világháború során.

## Előzmények

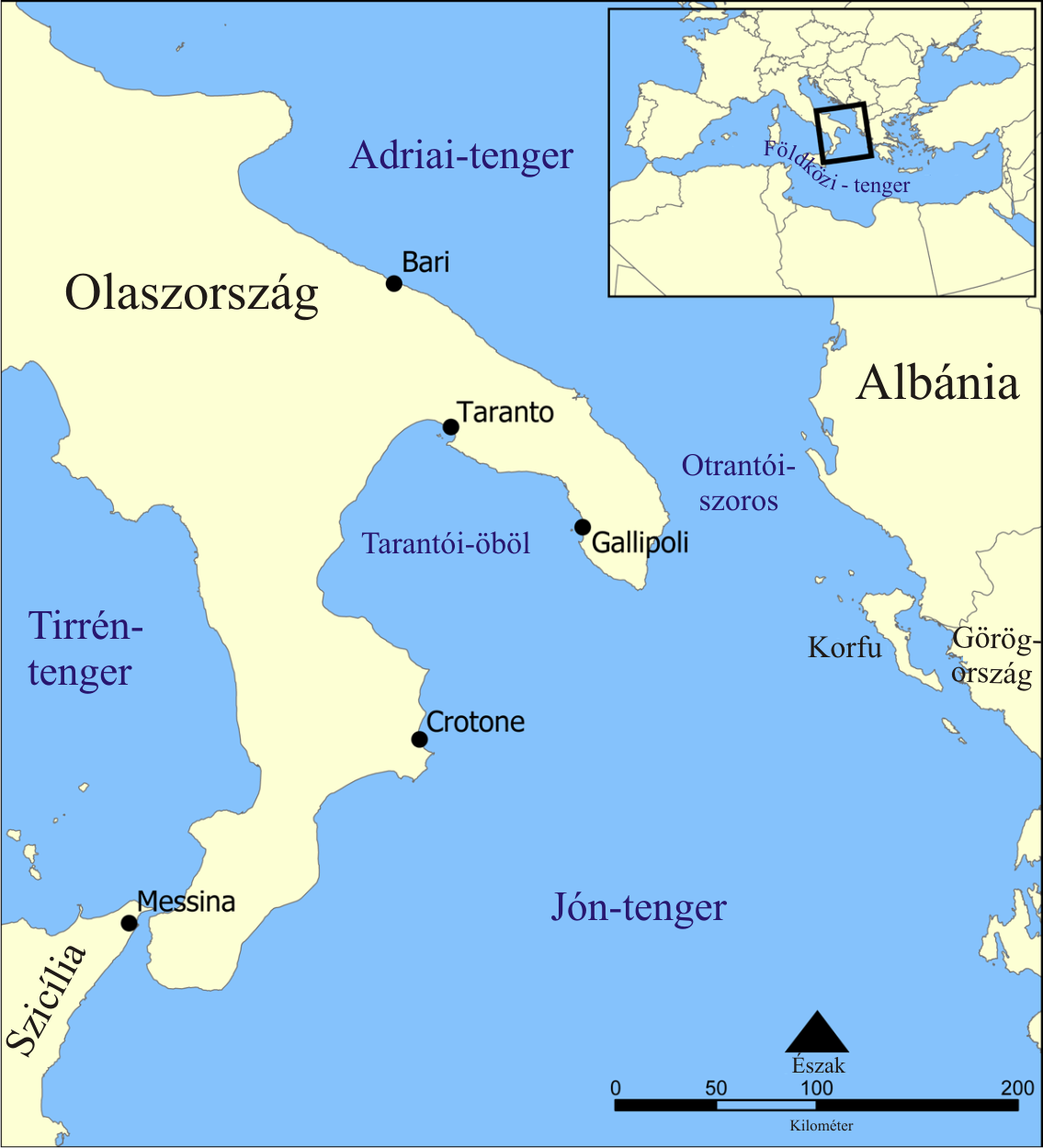
Az Otrantói-szoros

Az antant a szerb-montenegrói hadsereg evakuálása után, amely során legalább 250 ezer főt menekítettek ki, gyakorlatilag lemondott az Adriai-tengeren való jelenlétről. Az Otrantói-szorost azonban tengerzár alatt tartották, mivel 1915 márciusától egyre jelentősebb számú (és egyre nagyobb méretű) német és osztrák–magyar tengeralattjáró haladt itt át, a Földközi-tengeren található antant hajózási útvonalak elleni támadások céljából. A tengerzárnak köszönhetően a császári és királyi hadiflotta nem volt képes jelentős befolyást gyakorolni az első világháború menetére. Az Osztrák–Magyar Monarchia Haditengerészete, amelynek szerepe volt a központi hatalmak Balkánon elért sikereiben, 1916 tavaszától tétlenül várakozott. A tengerzár jelzőberendezésekkel és érintőaknákkal ellátott drótkötélhálót vontató felfegyverzett (zömében) halászgőzösökből állt, amelyek nyugatról keleti irányban haladtak, hatos csoportokban. Mivel rádióval voltak felszerelve, ezért a közelben tartózkodó brit, francia és olasz cirkálókat azonnal tudták értesíteni veszély esetén. A tengerzár maga ugyan nem volt túlságosan hatékony, azonban állandó veszélyt és kockázati tényezőt jelentett. Feltörése lélektani szempontból is előnyös lett volna. Horthy Miklós sorhajókapitány, az SMS Novara gyorscirkáló parancsnoka engedélyt kért a tengerzár elleni támadáshoz és néhány alkalommal akciót kezdeményezett. Tekintve, hogy ezeket a támadásokat támogatás nélkül engedélyezték, így nem sikerült teljes sikert elérnie. 1917 februárjában Anton Haus tengernagy halála után IV. Károly magyar király a merészebb és kezdeményezőbb Maximilian Njegovan tengernagyot nevezte ki flottaparancsnoknak. Njegovan felkarolta Horthy ötletét és elhatározta, hogy megkísérli feltörni a otrantói tengerzárat. Ennek megvalósítására 1917 márciusában-áprilisában Horthy Miklós haditervet készített.
A támadásra az osztrák-magyar hadiflotta legkorszerűbb és leggyorsabb hadihajóit, a teljes Helgoland-osztályt támadásra vezényelték. Az SMS Novara, az SMS Helgoland és az SMS Saida cirkálók alkották ezen csoportot, imponáló, 54 km/h csúcssebességgel. Ezen kívül a még náluk is gyorsabb SMS Balaton és az SMS Csepel rombolókat, 62 km/h-s végsebességgel jelölték ki az akcióra. A parancsnoki megbízatást Horthy Miklós kapta meg. Az mindenki előtt nyilvánvaló volt, hogy az igazi nehézséget nem a tengerzárat alkotó, tengeralattjárók ellen hálókat vontató, alig felfegyverzett gőzösök elleni támadás, hanem az ellenséges antant cirkálók jelenléte jelenti, akiket szükség esetén gyorsan riadóztathatnak és a helyszínre küldhetnek. Ezek az egységek nagyobb erőt képviseltek, mint az egész osztrák-magyar hadiflotta.

## A csata menete

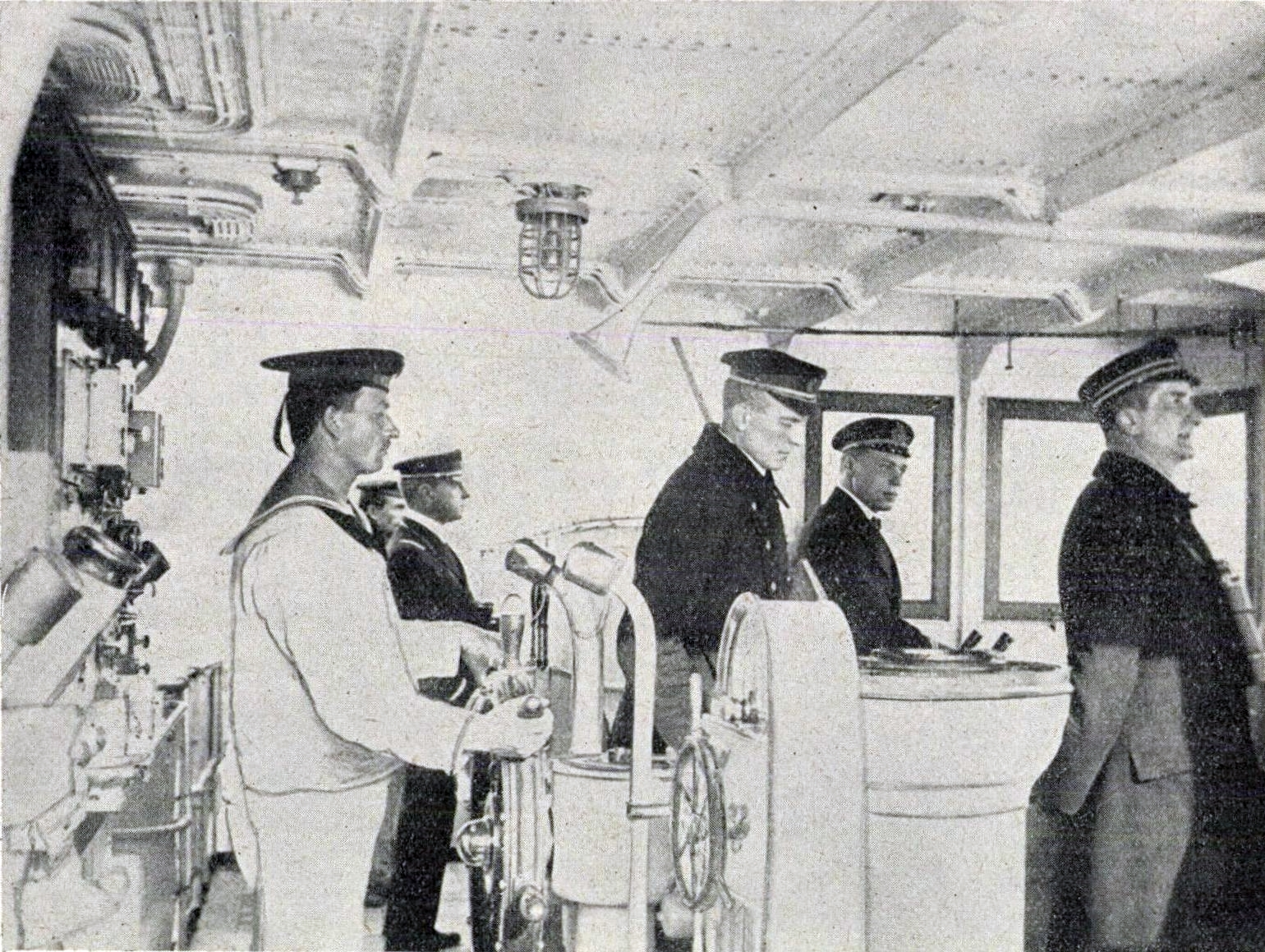
Horthy Miklós a Novara parancsnoki hídján

1917. május 15-én, a hajnali órákban a fenti három cirkáló elérte a kijelölt hadműveleti területet és sikeresen elsüllyesztettek tizenkét őrhajót, tízet pedig súlyosan megrongáltak. Az őrhajókon ötven fő vesztette életét, hetvenkét fő pedig fogságba esett. Közben a külön működő Csepel és Balaton rombolók egy teherkonvojra bukkantak, melyet egy olasz romboló kísért. A romboló és a két hajóból álló konvoj elsüllyesztése után a két romboló a három osztrák-magyar cirkáló felé vette az irányt, a biztonságos visszavonulás és az erők egyesítése céljából. Ekkor azonban, mintegy húsz mérföldnyire a kijelölt támadási ponttól, észak felől támadás érte őket. A támadást két brit cirkáló és öt olasz romboló kezdeményezte és tizenkét kilométeres távolságból tüzet nyitottak rájuk. A Csepel és a Balaton az albán partok felé kanyarodva elszakadtak a nehézkesebb cirkálóktól, majd az őket üldöző Aquila torpedóromboló kilövése után a parti tüzérség oltalma alá érve visszavonultak Cattaróba. Az antant flotta, amely elmulasztotta a két rombolót, felfedezte Horthy hajóit, akik közben módosították az útirányukat, hogy segíthessenek a rombolóknak. Így a szövetségesek a biztonságos kikötéstől még mintegy száz mérföldnyire tartózkodó három osztrák-magyar cirkáló ellen indították meg a támadást. Horthy Miklós 8 óra 51-kor felvette a kapcsolatot a főhadiszállással és a tartalék egységek erősítésként való bevetését kérte. A csata 9 óra 28-kor kezdődött meg. Az ellenfelek körülbelül nyolc kilométerre tartózkodtak egymástól mikor kölcsönösen tüzet nyitottak egymásra.
Mivel a Monarchia hajóinak, amelyek tíz centiméteres ágyúkkal voltak ellátva, lőtávolsága ennek a távolságnak a határán mozgott, ezért Horthy elhatározta, hogy közelebb kerül az ellenséges kötelékhez. Ehhez a Földközi-tengeren először, mesterséges ködöt alkalmazott. 9 óra 38-kor, a ködből kiérve az antant egységeket négy és fél kilométerre megközelítve tűzpárbaj alakult ki, melyből Horthy ellenfelei visszavonultak, hogy ismét felvegyék a számukra ideális nyolc kilométeres távolságot. Az antant hadihajók 15,2 centiméter átmérőjű lövegekkel voltak ellátva. Az első komolyabb sérülést az SMS Helgoland kapta 9 óra 50-kor. 10 óra 10-kor pedig az SMS Novara tornya mögé csapódott be egy gránát, melynek következtében Szuborits Róbert első tiszt hősi halált halt. A repeszektől Horthy öt helyen sebesült meg, fél fülére pedig átmenetileg elvesztette a hallását (egész életére nagyothalló maradt). Ennek ellenére további parancsokat adott ki, amíg eszméletét elvesztette a vérveszteségtől és a sokkhatástól. A parancsnokságot Stanislaus Witkowsky sorhajóhadnagy vette át. Amikor Horthy magához tért ismét átvette a parancsnokságot, az SMS Novara irányítását pedig Witkowskyra bízta. A csata közben az osztrák-magyar cirkálók tovább haladtak északnyugati irányban és úgy tűnt, hogy sikerül a felmentésükre érkező egységek közelébe jutniuk, mikor 10 óra 30-kor az SMS Novarát újabb súlyos találat érte. A tizenhat kazánból nyolc azonnal leállt és ennek következtében a hadihajó 10 óra 55-kor mozgásképtelen lett és ezáltal teljesen kiszolgáltatott helyzetbe került. Az antant flotta azonban hirtelen tüzet szüntetett és (a szükségesnél egy órával korábban) felkészült az SMS Sankt Georg által vezetett osztrák-magyar felmentő egységek fogadására.
Az egyik olasz romboló még egy utolsó támadást indított az SMS Novara ellen, ezt azonban heves ágyútűzzel sikerült visszaverni. Az SMS Novarát vontatni kezdték és úgy tűnt, hogy a csata véget ért. Ekkor azonban az antant flotta váratlan erősítést kapott és ennek következtében már három cirkálóból és nyolc rombolóból állt, jelentős túlerőben. 11 óra 35-kor újra támadásba lendültek, újrakezdődött a tüzérségi párbaj, eredményre azonban nem vezetett. Ezután nem is vállalkoztak arra, hogy a megerősödő osztrák-magyar flottával felvegyék a harcot. 12 óra 7-kor Brindisi irányába elvonultak. Passzív magatartásuk további áldozatokat követelt. Egy, az üldözésükre induló német U 89-es tengeralattjáró megtorpedózta a vezérhajójukat és a biztosítására kifutott francia rombolót elsüllyesztette. A csatában részt vett még néhány, a Császári és Királyi Haditengerészetnél szolgálatot ellátó repülőgép, és két osztrák-magyar tengeralattjáró is.

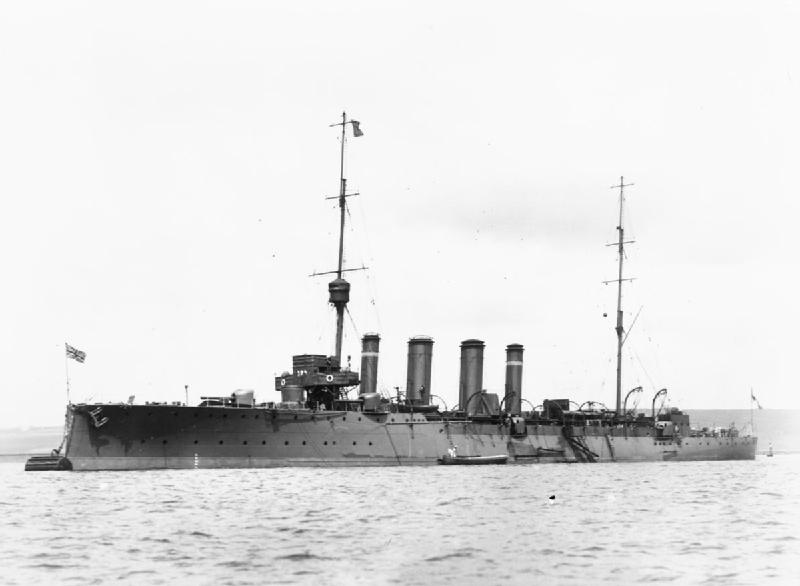
A HMS Dartmouth

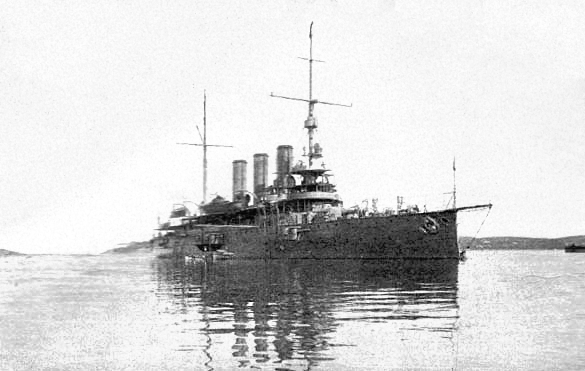
Az SMS Sankt Georg

Veszteségek
| Az Osztrák–Magyar Monarchia flottája |
| ------------------------------------ |
| 15 fő                                |

| Az antant flottája                         |
| ------------------------------------------ |
| 2 romboló 2 szállító gőzös 12 őrhajó 83 fő |

Károsodás, sebesülés
| Az Osztrák–Magyar Monarchia flottája |
| ------------------------------------ |
| 2 cirkáló (közepes károsodás) 31 fő  |

| Az antant flottája                                                          |
| --------------------------------------------------------------------------- |
| HMS Dartmouth cirkáló (súlyos károsodás) 10 őrhajó (súlyos károsodás) 72 fő |

## A csatában részt vevő hadihajók főbb adatai
A Császári és Királyi Haditengerészet egységei
| Típusa  | Neve          | Országzászló | Vízrebocsátás éve | Vízkiszorítás (max) | Hossza (méter) | Sebessége (csomó) | Személyzet (fő) | Tüzérség (cm)      | Torpedók (cm) |
| ------- | ------------- | ------------ | ----------------- | ------------------- | -------------- | ----------------- | --------------- | ------------------ | ------------- |
| Cirkáló | SMS Novara    |              | 1913              | 4010                | 124            | 27                | 320             | 9 x 10/50          | 6 x 53,3      |
| Cirkáló | SMS Helgoland |              | 1912              | 4010                | 124            | 27                | 320             | 9 x 10/50          | 6 x 53,3      |
| Cirkáló | SMS Saida     |              | 1912              | 4010                | 124            | 27                | 320             | 9 x 10/50          | 6 x 53,3      |
| Romboló | SMS Balaton   |              | 1912              | 1050                | 83,5           | 32                | 99              | 2 x 10/50 6 x 7/45 | 4 x 45        |
| Romboló | SMS Csepel    |              | 1912              | 1050                | 83,5           | 32                | 99              | 2 x 10/50 6 x 7/45 | 4 x 45        |

A Brit Királyi Haditengerészet egységei
| Típusa  | Neve          | Országzászló | Vízrebocsátás éve | Vízkiszorítás (max) | Hossza (méter) | Sebessége (csomó) | Személyzet (fő) | Tüzérség (cm) | Torpedók (cm) |
| ------- | ------------- | ------------ | ----------------- | ------------------- | -------------- | ----------------- | --------------- | ------------- | ------------- |
| Cirkáló | HMS Dartmouth |              | 1911              | 5250                | 131            | 25                | 376             | 8 x 15        | 2 x 53,3      |
| Cirkáló | HMS Bristol   |              | 1910              | 4800                | 131            | 25                | 376             | 2 x 15        | 10 x 10       |

Az Olasz Királyi Haditengerészet egységei
| Típusa  | Neve       | Országzászló | Vízrebocsátás éve | Vízkiszorítás (max) | Hossza (méter) | Sebessége (csomó) | Személyzet (fő) | Tüzérség (cm)  | Torpedók (cm) |
| ------- | ---------- | ------------ | ----------------- | ------------------- | -------------- | ----------------- | --------------- | -------------- | ------------- |
| Cirkáló | Marsala    |              | 1912              | 3600                | 131            | 28                | 297             | 6 x 12 6 x 7   | 2 x 45        |
| Romboló | Aquila     |              | 1916              | 1556                | 94             | 35                | 120             | 3 x 15 4 x 7,6 | 4 x 45        |
| Romboló | Mirabello  |              | 1915              | 1521                | 101            | 35                | 120             | 1 x 15 7 x 10  | 4 x 45        |
| Romboló | Racchia    |              | 1915              | 1521                | 101            | 35                | 120             | 1 x 15 7 x 10  | 4 x 45        |
| Romboló | Acerbi     |              | 1916              | 810                 | 72             | 33                | 100             | 6 x 15         | 4 x 45        |
| Romboló | Schiaffino |              | 1915              | 700                 | 73             | 30                | 90              | 1 x 12 4 x 7,6 | 4 x 45        |
| Romboló | Pilo       |              | 1915              | 700                 | 73             | 30                | 90              | 1 x 12 4 x 7,6 | 4 x 45        |
| Romboló | Mosto      |              | 1915              | 700                 | 73             | 30                | 90              | 1 x 12 4 x 7,6 | 4 x 45        |
| Romboló | Indomito   |              | 1912              | 670                 | 73             | 35                | 90              | 1 x 12 4 x 7,6 | 4 x 45        |
| Romboló | Inpavido   |              | 1913              | 670                 | 73             | 35                | 90              | 1 x 12 4 x 7,6 | 4 x 45        |
| Romboló | Insidioso  |              | 1913              | 670                 | 73             | 35                | 90              | 1 x 12 4 x 7,6 | 4 x 45        |
| Romboló | Borea      |              | 1902              | 370                 | 54             | 30                | 45              | 5 x 5,7        | 4 x 45        |

A Francia Haditengerészet egységei
| Típusa  | Neve      | Országzászló | Vízrebocsátás éve | Vízkiszorítás (max) | Hossza (méter) | Sebessége (csomó) | Személyzet (fő) | Tüzérség (cm) | Torpedók (cm) |
| ------- | --------- | ------------ | ----------------- | ------------------- | -------------- | ----------------- | --------------- | ------------- | ------------- |
| Romboló | Cimiterre |              | 1911              | 894                 | 78             | 31                | 376             | 2 x 10 4 x 6  | 4 x 45        |
| Romboló | Bisson    |              | 1912              | 800                 | 83             | 31                | 90              | 2 x 10        | 2 x 45        |
| Romboló | Riviére   |              | 1912              | 800                 | 78             | 32                | 83              | 2 x 10 4 x 6  | 2 x 45        |

## Értékelés

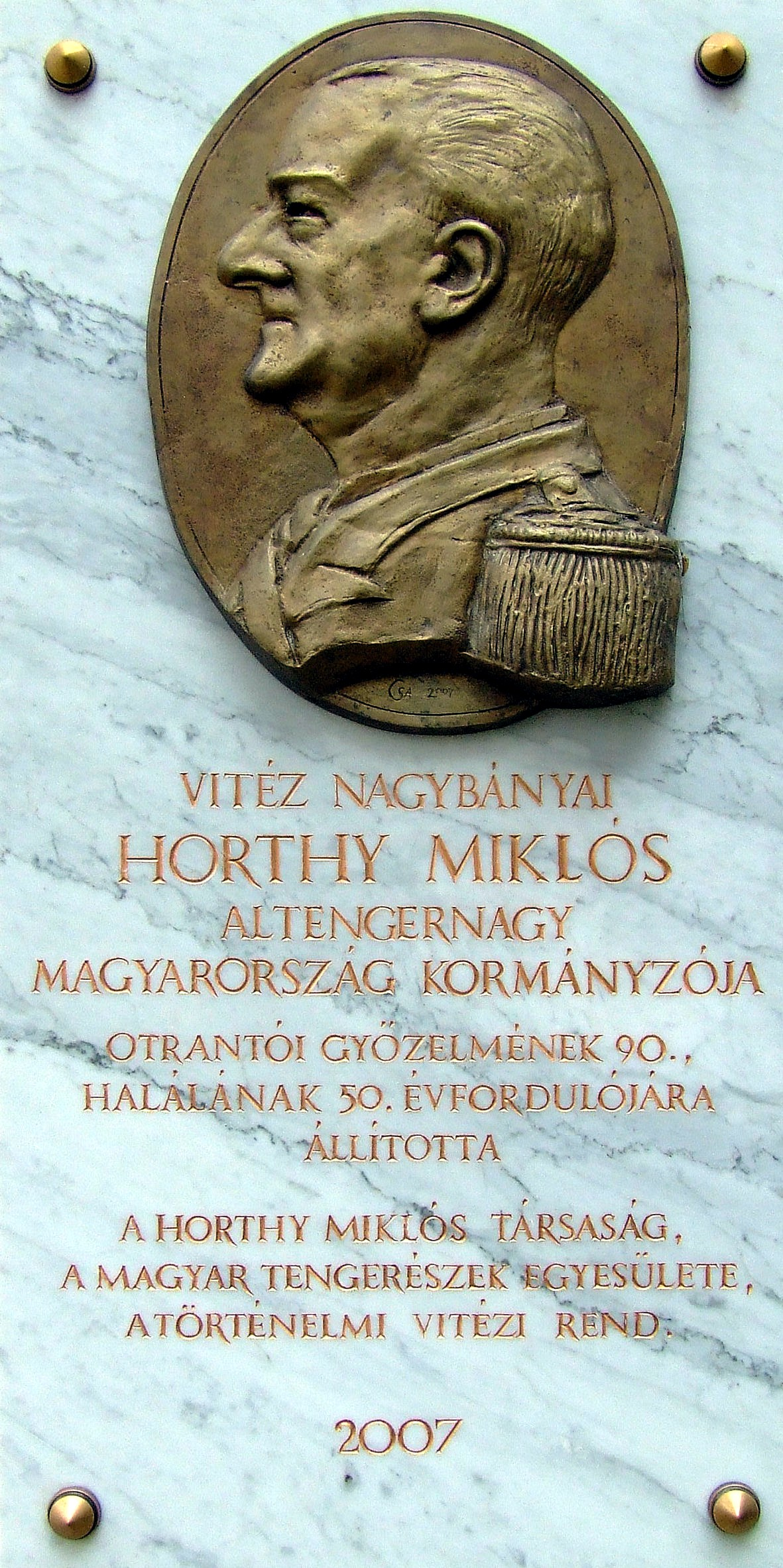
Horthy Miklós otrantói győzelme és halálának 50. évfordulója alkalmából állított emléktábla a budapesti Hadtörténeti Intézet és Múzeum udvarán

Egyesek jelentéktelenebbnek tartják az otrantói csatát, míg mások szerint ez volt a Földközi-tenger jütlandi csatája. Az összecsapás következtében az antant abbahagyta az éjszakai járőrözéseket az Otrantói-szorosban. Sipos Péter szerint az otrantói csata csak helyi, részleges sikert jelentett és csak Horthy Miklós kormányzóvá választása után nőtt meg a jelentősége. Emellett bár Sipos elismeri Horthy képzettségét, kötelességtudását és bátorságát, azonban elvitatja összes katonai érdemét. Paul Halperntől azonban megtudhatjuk, hogy az otrantói csata a Földközi-tenger legnagyobb tengeri összecsapása volt. A részt vevő egységek számát tekintve valóban elmarad a jütlandi csata mögött, azonban az otrantói csatát inkább tekinthetjük valódi csatának, mivel jóval összetettebb volt. Az adriai ütközeteket emellett a kisebb létszámú, gyorsabb egységek hirtelen összecsapása jellemezte. Az otrantói csatának jelképes jelentősége is volt a haditengerészet fejlesztését a 19. század végén elkezdő Osztrák–Magyar Monarchia számára. Ez a csata kedvező színben tüntette fel a Császári és Királyi Haditengerészetet az antant hatalmak előtt és egyben ez jelentette az első világháború haditengerészeti csúcspontját is az Osztrák–Magyar Monarchia részéről. Halpern szerint Horthy vérbeli, ragyogó és bátor tengerész volt, az őt ért támadásokat, lekicsinylő véleményeket pedig igazságtalannak minősítette.
Bencsik Gábor szerint a súlyosan megsebesült Horthy nagy győzelmet aratott. Egységei gyakorlatilag veszteség nélkül okoztak jelentősebb veszteségeket és károkat a nagy túlerőben lévő ellenség számára. Kétségtelen, hogy az antant hatalmas anyagi fölényét ez a csata sem befolyásolta érdemben, mivel eszközei 10%-át vesztették el, ezt pedig pótolni tudták. Az erkölcsi eredmény azonban jelentős volt, mivel a Császári és Királyi Haditengerészet újra hinni kezdett önmagában és visszanyerte ellenfelei tiszteletét is. Mind Maximilian Njegovant, mind Horthy Miklóst kitüntették. Horthy ennek a győzelemnek köszönhetően végleg kiemelkedett társai közül. Njegovan leváltása után IV. Károly magyar király az általa legrátermettebnek ítélt Horthyt nevezte ki parancsnoknak, aki ezzel tizenegy tengernagyot és huszonnégy magasabb rendfokozatú sorhajókapitányt előzött meg. Már a Monarchia felbomlása után, 1921-ben kapta meg ezen érdeméért az adható legmagasabb katonai kitüntetést, a Katonai Mária Terézia-rendet.

## Magyar nyelvű irodalom

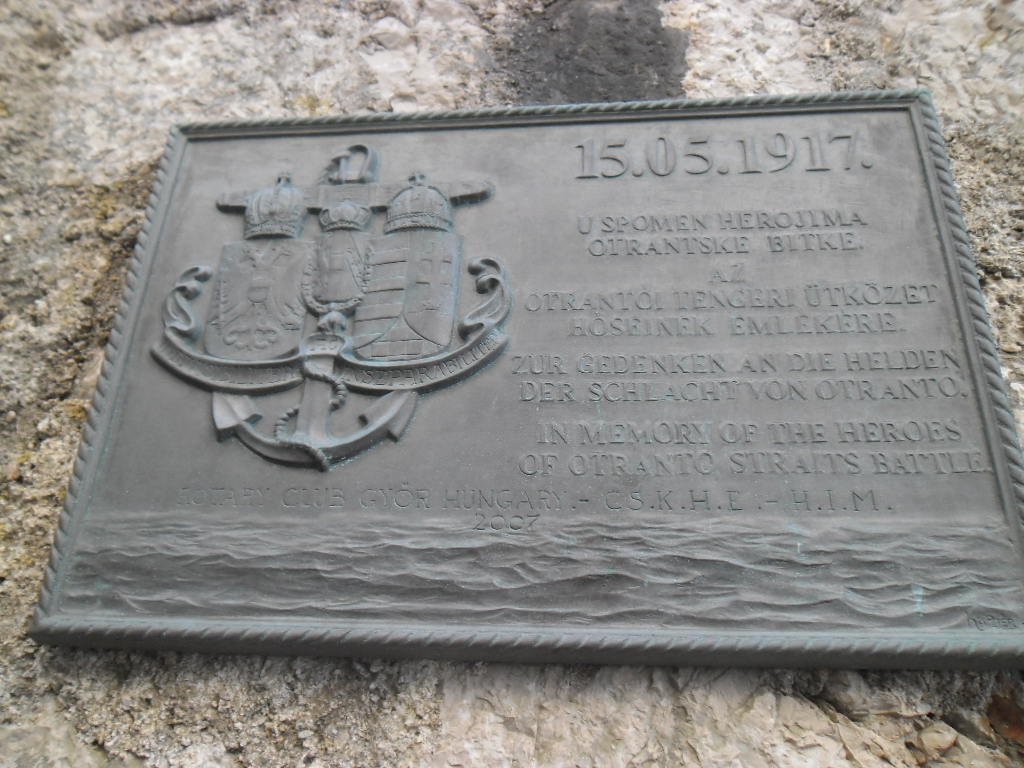
Emléktábla a Punta d'Ostro erődben

- Paul G. Halpern: Otrantói ütközet Archiválva 2008. október 4-i dátummal a Wayback Machine-ben (Laurus Kiadó, 2007) ISBN 978-963-87585-3-8